# Joel Stroetzel
Joel Michael Stroetzel (24 luglio 1980) è un chitarrista statunitense, conosciuto per essere il chitarrista leader della band metalcore Killswitch Engage assieme ad Adam Dutkiewicz.

## Biografia
Lo stile metal della sua chitarra è influenzato da band come Slayer, Anthrax, Zakk Wylde.
Stroetzel prese lezioni di chitarra in un locale music store mentre era alle scuole medie e suonò nella Westfield High School Jazz Band. Durante gli anni passati al Berklee College of Music, dove non riuscì comunque a laurearsi, iniziò a suonare nella band chiamata Aftershock con Adam Dutkiewicz, con cui successivamente formò i Killswitch Engage.
Dal 2011 è membro in tour dei Times of Grace.

## Discografia

### Album in studio
- 2000 - Killswitch Engage
- 2002 - Alive or Just Breathing
- 2004 - The End of Heartache
- 2006 - As Daylight Dies
- 2009 - Killswitch Engage
- 2012 - Disarm the Descent
- 2016 - Incarnate